# Grand Prix automobile des États-Unis 2021
GP précédent GP suivant
Le Grand Prix automobile des États-Unis 2021 (Formula 1 Aramco United States Grand Prix 2021) disputé le 24 octobre 2021 sur le circuit des Amériques, est la 1052e épreuve du championnat du monde de Formule 1 courue depuis 1950. Il s'agit de la 45e édition du Grand Prix des Etats-Unis et de la trente-septième comptant pour le championnat du monde de Formule 1. Ce neuvième Grand Prix disputé sur ce circuit situé à Austin (Texas) est la dix-septième manche du championnat 2021. La course fait son retour au calendrier après avoir été annulée en 2020 en raison de la pandémie de Covid-19. Près de 400 000 spectateurs assistent aux trois journées de compétition.
Depuis le début de l'ère des moteurs turbo-hybrides en 2014, Mercedes n'avait pas été battu en qualifications sur le Circuit des Amériques. Max Verstappen met fin à cette série en devançant Lewis Hamilton de 209 millièmes de seconde lors de sa deuxième tentative en Q3, alors que quelques gouttes commencent à tomber sur la piste. Il s'agit de sa neuvième pole position de l'année et de la douzième de sa carrière. Les deux rivaux pour le titre mondial s'élancent côte à côte en première ligne pour la septième fois de la saison. Sergio Pérez démontre la bonne forme des RB16B en réalisant le troisième temps, accompagné en deuxième ligne par Charles Leclerc qui grimpe d'un rang après que Valtteri Bottas a été pénalisé d'un recul de cinq places. Carlos Sainz Jr. et Daniel Ricciardo occupent la troisième ligne, suivis par Lando Norris et Pierre Gasly. Bottas part neuvième, devant Yuki Tsunoda.
Max Verstappen double son avance, désormais de douze points, sur Lewis Hamilton au championnat en remportant sa huitième victoire de la saison, la dix-huitième de sa carrière. Il doit ce succès, devant plus de 140 000 spectateurs, à une stratégie agressive mais risquée qui lui permet d'effacer un mauvais départ où son rival, qui le devance au premier virage, prend d'emblée les commandes de la course. En observant son premier arrêt dès le dixième tour pour chausser des gommes dures, le Néerlandais réussit tout d'abord un undercut en améliorant ses temps au tour avant que Hamilton ne change ses pneus, trois boucles plus tard, et reprenne la piste avec six secondes de retard. Verstappen réitère la manœuvre lors de son second arrêt, au vingt-neuvième passage. Hamilton choisit alors de prolonger son deuxième relais en tête, avec l'idée de s'arrêter plus tard afin d'avoir des pneus plus frais pour jouer la victoire dans les derniers tours ; il ne regagne donc la voie des stands qu'à la fin du trente-septième tour.
Dans les dix-huit boucles restantes, Hamilton, ressorti à neuf secondes de Verstappen, échange avec son stand ; ils conviennent que : « Ça se jouera dans les trois derniers tours ! » De son côté, le pilote de la RB16B, dont les pneus ont huit tours de plus, fait en sorte de les ménager en vue de la bataille finale. Le septuple champion du monde cravache, s'adjuge le point bonus du meilleur tour, au quarante-et-unième passage, revient en vue de la Red Bull et se rapproche de la possibilité d'utiliser son aileron arrière mobile. Alors qu'il va y parvenir, à l'attaque du dernier tour, le Néerlandais trouve un allié inattendu en la personne du retardataire Mick Schumacher : il peut ainsi abaisser son DRS dans la ligne droite des stands après avoir dépassé la Haas ce qui lui permet de conserver plus d'une seconde d'avance jusqu'à la ligne d'arrivée. Sergio Pérez joue parfaitement son rôle pour Red Bull en s'arrêtant lui aussi plus tôt (douzième tour) pour forcer Mercedes à faire de même afin d'éviter un doublé de l'écurie de Christian Horner. Il obtient son deuxième podium consécutif, loin des deux rivaux pour le titre, déshydraté à cause d'une panne de son système d'alimentation en boisson.
Parti quatrième, Charles Leclerc termine à la même place, pour la sixième fois de la saison, après une course où il a roulé isolé, loin derrière Sergio Pérez et loin devant Daniel Ricciardo. L'Australien de McLaren, qui a pris le meilleur sur Carlos Sainz Jr. au premier tour dans une belle passe d'armes impliquant aussi son coéquipier Lando Norris, roule en cinquième position jusqu'à la fin. La remontée de Valtteri Bottas s'achève au sixième rang après un dépassement sur Sainz dans l'avant-dernier tour. Le pilote Ferrari termine à cette place, plombé par un deuxième arrêt au stand trop long. Norris prend les quatre points de la huitième place, Yuki Tsunoda est dans les points pour la première fois depuis le Grand Prix de Hongrie alors que son coéquipier Pierre Gasly est victime d'un abandon prématuré, suspension cassée. Sebastian Vettel revenu de la dix-huitième place sur la grille, prend le point restant.
À cinq courses du terme, Verstappen (287,5 points) possède douze points d'avance sur Hamilton (275,5 points). Bottas reste solidement à la troisième place (185 points) et Pérez (150 points) dépasse Norris (149 points) au quatrième rang. Leclerc (128 points) passe devant son coéquipier Sainz (122,5 points). Ricciardo (105 points) reste huitième devant Gasly (74 points) et Alonso (58 points) qui n'ont pas marqué. Verstappen, Hamilton et Bottas sont les derniers pilotes en lice pour le titre de champion du monde. Chez les constructeurs, l'avance de Mercedes Grand Prix (460,5 points) sur Red Bull Racing (437,5 points) se réduit à 23 points ; au troisième rang, McLaren (254 points) n'a que trois unités et demi de mieux que Ferrari (250,5 points). Alpine (104 points) conserve sa cinquième place malgré son double abandon ; suivent AlphaTauri (94 points), Aston Martin (62 points), Williams (23 points) et Alfa Romeo, neuvième avec 7 points. L'écurie Haas de Mick Schumacher et Nikita Mazepin n'a toujours pas marqué.

## Pneus disponibles
| Pneus pour piste sèche | Pneus pour piste sèche | Pneus pour piste sèche | Pneus pluie    | Pneus pluie |
| ---------------------- | ---------------------- | ---------------------- | -------------- | ----------- |
| Durs (Type C2)         | Medium (Type C3)       | Tendres (Type C4)      | Intermédiaires | Pluie       |

## Essais libres

### Première séance, le vendredi de 11 h 30 à 12 h 30

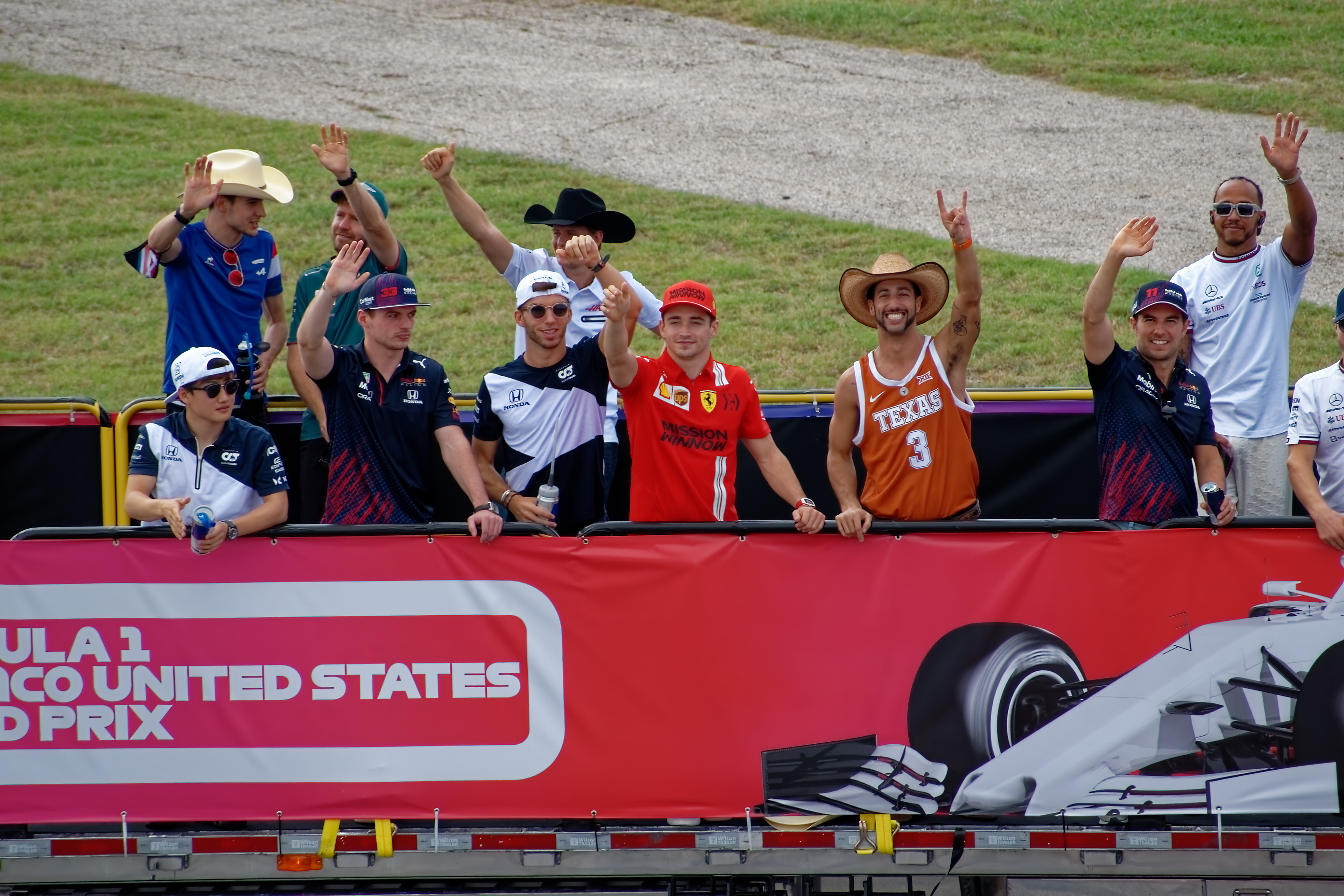
La parade des pilotes sur le COTA.

| Pos. | Pilote           | Voiture          | Chrono         | Écart     |
| ---- | ---------------- | ---------------- | -------------- | --------- |
| 1    | Valtteri Bottas  | Mercedes         | 1 min 34 s 874 |           |
| 2    | Lewis Hamilton   | Mercedes         | 1 min 34 s 919 | + 0 s 045 |
| 3    | Max Verstappen   | Red Bull-Honda   | 1 min 35 s 806 | + 0 s 932 |
| 4    | Charles Leclerc  | Ferrari          | 1 min 36 s 334 | + 1 s 460 |
| 5    | Carlos Sainz Jr. | Ferrari          | 1 min 36 s 508 | + 1 s 634 |
| 6    | Pierre Gasly     | AlphaTauri-Honda | 1 min 36 s 611 | + 1 s 737 |

### Deuxième séance, le vendredi de 15 h à 16 h
| Pos. | Pilote           | Voiture               | Chrono         | Écart     |
| ---- | ---------------- | --------------------- | -------------- | --------- |
| 1    | Sergio Pérez     | Red Bull-Honda        | 1 min 34 s 946 |           |
| 2    | Lando Norris     | McLaren-Mercedes      | 1 min 35 s 203 | + 0 s 257 |
| 3    | Lewis Hamilton   | Mercedes              | 1 min 35 s 310 | + 0 s 364 |
| 4    | Valtteri Bottas  | Mercedes              | 1 min 35 s 360 | + 0 s 414 |
| 5    | Daniel Ricciardo | McLaren-Mercedes      | 1 min 35 s 457 | + 0 s 511 |
| 6    | Lance Stroll     | Aston Martin-Mercedes | 1 min 35 s 561 | + 0 s 616 |

- Max Verstappen (huitième en 1 min 35 s 824) a eu beau dire en conférence de presse que « tout est pardonné » entre lui et Lewis Hamilton après leurs accrochages à haute vitesse, à Silverstone et dans la première chicane à Monza, et que « vous pouvez nous voir assis ensemble lors d'une conférence de presse et rire à nouveau l'un avec l’autre », un nouvel incident se produit entre eux en milieu de séance[5]. Sortis côte à côte du dernier virage, ils se mesurent roue dans roue sur la ligne droite terminée par le « raidillon » du COTA, aucun ne souhaitant céder, bataillant comme s'ils étaient en course ; Verstappen est obligé de lever le pied pour laisser passer son rival au freinage, ce qui le frustre ; il s'exclame alors dans son casque « Ha, stupid idiot! » et lui adresse un doigt d'honneur[6],[7].

### Troisième séance, le samedi de 13 h à 14 h
| Pos. | Pilote           | Voiture          | Chrono         | Écart     |
| ---- | ---------------- | ---------------- | -------------- | --------- |
| 1    | Sergio Pérez     | Red Bull-Honda   | 1 min 34 s 701 |           |
| 2    | Carlos Sainz Jr. | Ferrari          | 1 min 34 s 805 | + 0 s 104 |
| 3    | Max Verstappen   | Red Bull-Honda   | 1 min 34 s 912 | + 0 s 211 |
| 4    | Lando Norris     | McLaren-Mercedes | 1 min 34 s 945 | + 0 s 244 |
| 5    | Valtteri Bottas  | Mercedes         | 1 min 34 s 988 | + 0 s 287 |
| 6    | Lewis Hamilton   | Mercedes         | 1 min 35 s 219 | + 0 s 518 |

## Séance de qualifications

### Résultats des qualifications
| Pos.                                                                                      | Pilote             | Écurie                | Qualifications 1 | Qualifications 2 | Qualifications 3 |
| ----------------------------------------------------------------------------------------- | ------------------ | --------------------- | ---------------- | ---------------- | ---------------- |
| 1                                                                                         | Max Verstappen     | Red Bull-Honda        | 1 min 34 s 352   | 1 min 33 s 464   | 1 min 32 s 910   |
| 2                                                                                         | Lewis Hamilton     | Mercedes              | 1 min 34 s 579   | 1 min 33 s 797   | 1 min 33 s 119   |
| 3                                                                                         | Sergio Pérez       | Red Bull-Honda        | 1 min 34 s 369   | 1 min 34 s 178   | 1 min 33 s 134   |
| 4                                                                                         | Valtteri Bottas    | Mercedes              | 1 min 34 s 590   | 1 min 33 s 959   | 1 min 33 s 475   |
| 5                                                                                         | Charles Leclerc    | Ferrari               | 1 min 34 s 153   | 1 min 33 s 928   | 1 min 33 s 606   |
| 6                                                                                         | Carlos Sainz Jr.   | Ferrari               | 1 min 34 s 558   | 1 min 34 s 126   | 1 min33 s 792    |
| 7                                                                                         | Daniel Ricciardo   | McLaren-Mercedes      | 1 min 34 s 407   | 1 min 34 s 643   | 1 min 33 s 808   |
| 8                                                                                         | Lando Norris       | McLaren-Mercedes      | 1 min 34 s 551   | 1 min 33 s 880   | 1 min 33 s 887   |
| 9                                                                                         | Pierre Gasly       | AlphaTauri-Honda      | 1 min 34 s 567   | 1 min 34 s 583   | 1 min 34 s 118   |
| 10                                                                                        | Yuki Tsunoda       | AlphaTauri-Honda      | 1 min 35 s 360   | 1 min 35 s 137   | 1 min 34 s 918   |
| 11                                                                                        | Esteban Ocon       | Alpine-Renault        | 1 min 35 s 747   | 1 min 35 s 377   |                  |
| 12                                                                                        | Sebastian Vettel   | Aston Martin-Mercedes | 1 min 35 s 281   | 1 min 35 s 500   |                  |
| 13                                                                                        | Antonio Giovinazzi | Alfa Romeo-Ferrari    | 1 min 35 s 920   | 1 min 35 s 794   |                  |
| 14                                                                                        | Fernando Alonso    | Alpine-Renault        | 1 min 35 s 756   | 1 min 44 s 549   |                  |
| 15                                                                                        | George Russell     | Williams-Mercedes     | 1 min 35 s 746   | Pas de temps     |                  |
| 16                                                                                        | Lance Stroll       | Aston Martin-Mercedes | 1 min 35 s 983   |                  |                  |
| 17                                                                                        | Nicholas Latifi    | Williams-Mercedes     | 1 min 35 s 995   |                  |                  |
| 18                                                                                        | Kimi Räikkönen     | Alfa Romeo-Ferrari    | 1 min 36 s 311   |                  |                  |
| 19                                                                                        | Mick Schumacher    | Haas-Ferrari          | 1 min 36 s 499   |                  |                  |
| 20                                                                                        | Nikita Mazepin     | Haas-Ferrari          | 1 min 36 s 796   |                  |                  |
| Temps minimal à réaliser pour la qualification : 1 min 40 s 743 (107 % de 1 min 34 s 153) |                    |                       |                  |                  |                  |

### Grille de départ
- Valtteri Bottas, auteur du quatrième temps, est pénalisé d'un recul de cinq places sur la grille après le cinquième changement de moteur à combustion interne de sa W12 ; il s'élance de la neuvième place[10] ;
- Sebastian Vettel, auteur du douzième temps, s'élance du fond de la grille après le changement hors-quota de l'unité de puissance de son AMR21[11] ; il s'élance de la dix-huitième place ;
- Fernando Alonso, auteur du quatorzième temps, est repoussé en fond de grille après le changement complet de l'unité de puissance de son Alpine A521 ; il s'élance de la dix-neuvième place[12] ;
- George Russell, auteur du quinzième temps, part également du fond de la grille après un quatrième remplacement du moteur thermique, du MGU-H, du turbo et de l'échappement de sa  Williams FW43B ; il s'élance de la vingtième place[10].

## Course

### Classement de la course
| Pos. | no | Pilote             | Écurie                | Tours | Temps/Abandon                      | Grille | Points |
| ---- | -- | ------------------ | --------------------- | ----- | ---------------------------------- | ------ | ------ |
| 1    | 33 | Max Verstappen     | Red Bull-Honda        | 56    | 1 h 34 min 56 s 552 (195,598 km/h) | 1      | 25     |
| 2    | 44 | Lewis Hamilton     | Mercedes              | 56    | + 1 s 333                          | 2      | 18 + 1 |
| 3    | 11 | Sergio Pérez       | Red Bull-Honda        | 56    | + 42 s 223                         | 3      | 15     |
| 4    | 16 | Charles Leclerc    | Ferrari               | 56    | + 52 s 246                         | 4      | 12     |
| 5    | 3  | Daniel Ricciardo   | McLaren-Mercedes      | 56    | + 1 min 16 s 854                   | 6      | 10     |
| 6    | 77 | Valtteri Bottas    | Mercedes              | 56    | + 1 min 20 s 128                   | 9      | 8      |
| 7    | 55 | Carlos Sainz Jr.   | Ferrari               | 56    | + 1 min 23 s 545                   | 5      | 6      |
| 8    | 4  | Lando Norris       | McLaren-Mercedes      | 56    | + 1 min 24 s 395                   | 7      | 4      |
| 9    | 22 | Yuki Tsunoda       | AlphaTauri-Honda      | 55    | + 1 tour                           | 10     | 2      |
| 10   | 5  | Sebastian Vettel   | Aston Martin-Mercedes | 55    | + 1 tour                           | 18     | 1      |
| 11   | 99 | Antonio Giovinazzi | Alfa Romeo-Ferrari    | 55    | + 1 tour                           | 12     |        |
| 12   | 18 | Lance Stroll       | Aston Martin-Mercedes | 55    | + 1 tour                           | 13     |        |
| 13   | 7  | Kimi Räikkönen     | Alfa Romeo-Ferrari    | 55    | + 1 tour                           | 15     |        |
| 14   | 63 | George Russell     | Williams-Mercedes     | 55    | + 1 tour                           | 20     |        |
| 15   | 6  | Nicholas Latifi    | Williams-Mercedes     | 55    | + 1 tour                           | 14     |        |
| 16   | 47 | Mick Schumacher    | Haas-Ferrari          | 54    | + 2 tours                          | 16     |        |
| 17   | 9  | Nikita Mazepin     | Haas-Ferrari          | 54    | + 2 tours                          | 17     |        |
| Abd. | 14 | Fernando Alonso    | Alpine-Renault        | 49    | Aileron arrière                    | 19     |        |
| Abd. | 31 | Esteban Ocon       | Alpine-Renault        | 40    | Dégâts                             | 11     |        |
| Abd. | 10 | Pierre Gasly       | AlphaTauri-Honda      | 14    | Suspension                         | 8      |        |

### Pole position et record du tour
- Pole position :  Max Verstappen (Red Bull-Honda), en 1 min 32 s 910 (213,613 km/h)[14].
- Meilleur tour en course :  Lewis Hamilton (Mercedes) en 1 min 38 s 485 (201,521 km/h) au quarante-et-unième  tour ; deuxième de la course, il remporte le point bonus associé au meilleur tour en course[15].

### Tours en tête
- Lewis Hamilton (Mercedes) : 21 tours  (1-13 / 30-37)[16]
- Max Verstappen (Red Bull-Honda) : 35 tours  (14-29 / 38-56)

## Classements généraux à l'issue de la course
| Pos. | Pilote             | Écurie                | Points |
| ---- | ------------------ | --------------------- | ------ |
| 1    | Max Verstappen     | Red Bull-Honda        | 287,5  |
| 2    | Lewis Hamilton     | Mercedes              | 275,5  |
| 3    | Valtteri Bottas    | Mercedes              | 185    |
| 4    | Sergio Pérez       | Red Bull-Honda        | 150    |
| 5    | Lando Norris       | McLaren-Mercedes      | 149    |
| 6    | Charles Leclerc    | Ferrari               | 128    |
| 7    | Carlos Sainz Jr.   | Ferrari               | 122,5  |
| 8    | Daniel Ricciardo   | McLaren-Mercedes      | 105    |
| 9    | Pierre Gasly       | AlphaTauri-Honda      | 74     |
| 10   | Fernando Alonso    | Alpine-Renault        | 58     |
| 11   | Esteban Ocon       | Alpine-Renault        | 46     |
| 12   | Sebastian Vettel   | Aston Martin-Mercedes | 36     |
| 13   | Lance Stroll       | Aston Martin-Mercedes | 26     |
| 14   | Yuki Tsunoda       | AlphaTauri-Honda      | 20     |
| 15   | George Russell     | Williams-Mercedes     | 16     |
| 16   | Nicholas Latifi    | Williams-Mercedes     | 7      |
| 17   | Kimi Räikkönen     | Alfa Romeo-Ferrari    | 6      |
| 18   | Antonio Giovinazzi | Alfa Romeo-Ferrari    | 1      |

| Pos. | Écurie                | Points |
| ---- | --------------------- | ------ |
| 1    | Mercedes              | 460,5  |
| 2    | Red Bull-Honda        | 437,5  |
| 3    | McLaren-Mercedes      | 254    |
| 4    | Ferrari               | 250,5  |
| 5    | Alpine-Renault        | 104    |
| 6    | AlphaTauri-Honda      | 94     |
| 7    | Aston Martin-Mercedes | 62     |
| 8    | Williams-Mercedes     | 23     |
| 9    | Alfa Romeo-Ferrari    | 7      |

## Statistiques

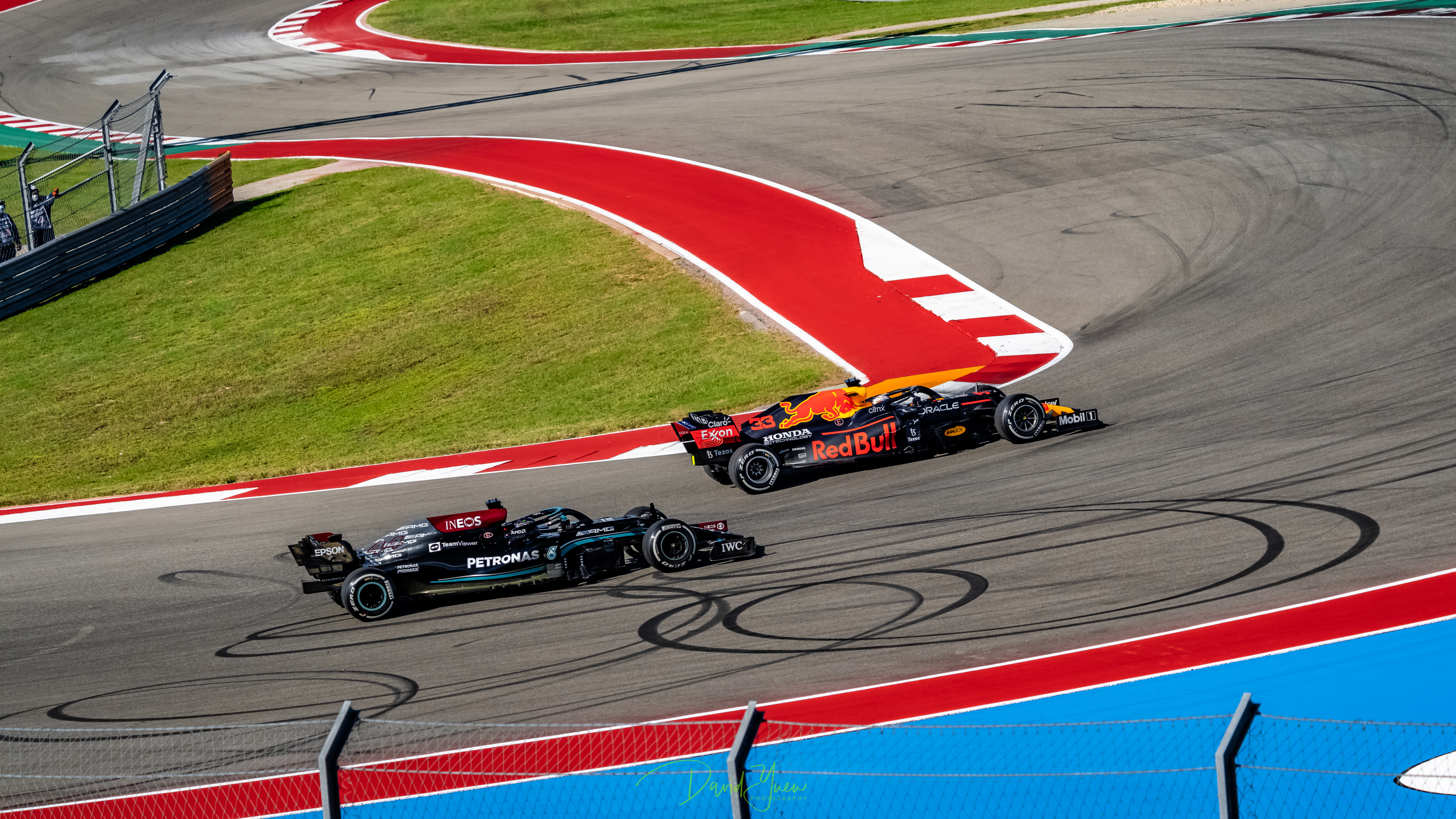
Max Verstappen et Lewis Hamilton au Grand Prix des États-Unis 2021.

Le Grand Prix des États-Unis 2021 représente :
- la 12e pole position de Max Verstappen, sa neuvième de la saison[19] ;
- la 18e victoire de Max Verstappen, sa huitième de la saison[20] ;
- la 73e victoire de Red Bull Racing en tant que constructeur[21] ;
- la 87e victoire de Honda en tant que motoriste[22] ;
- le 200e podium de Red Bull Racing[23] ;

Au cours de ce Grand Prix :
- pour la première fois depuis le début de l'ère turbo-hybride, Mercedes n'obtient pas la pole position sur le circuit texan après une série de six pole positions successives de 2014 à 2019[24] ;
- pour la première fois depuis la victoire d'Ayrton Senna sur McLaren à Phoenix en 1991, Honda gagne, en tant que motoriste, le Grand Prix des États-Unis[25] ;
- pour la première fois depuis ses débuts sous cette appellation, Alpine F1 Team subit un double abandon[26] ; le précédent, sous la dénomination Renault F1 Team remontait au Grand Prix d'Allemagne 2019[25] ;
- Carlos Sainz Jr. a toujours marqué à Austin (entre la sixième et la huitième place) ; il termine pour la sixième fois dans les points[25] ;
- Daniel Ricciardo franchit la ligne d'arrivée pour la trente-troisième fois consécutive, la plus longue série de l'actuel plateau[25] ;
- depuis que le Grand Prix des États-Unis se dispute à Austin (2012), le vainqueur est toujours parti de la première ligne[25] ;
- Durant toute la course, Sergio Pérez est privé d'eau : son système de boisson ne fonctionne pas. L'exercice devient pour lui particulièrement difficile, il perd pied par rapport aux deux premiers, sa vision se brouille et il résume son Grand Prix par « la plus longue course de ma vie, en mode survie »[27] ;
- Max Verstappen passe la barre des 5 000 km en tête d'un Grand Prix (5 081 km)[28] ;
- Max Verstappen est élu « pilote du jour » à l'issue d'un vote organisé sur le site officiel de la Formule 1[29] ;
- 133 points restant à prendre (cinq victoires + meilleurs tours + trois points en qualification sprint à  São Paulo), seuls Verstappen, Hamilton et Bottas restent en lice pour le titre de champion du monde ;
- le Grand Prix des États-Unis 2021 bat un record de fréquentation en Formule 1 puisque près de 400 000 spectateurs se sont massés autour du circuit durant les trois journées (120 000 spectateurs le vendredi, autant le samedi et plus de 140 000 spectateurs le dimanche)[1],[30] ;
- Emanuele Pirro (37 départs en Grands Prix de Formule 1, 3 points inscrits entre 1989 et 1991 et quintuple vainqueur des 24 Heures du Mans en 2000, 2001, 2002, 2006 et 2007) est nommé conseiller auprès des commissaires de course par la FIA pour les aider dans leurs jugements[31].